# Liste von Käsesorten aus Dänemark

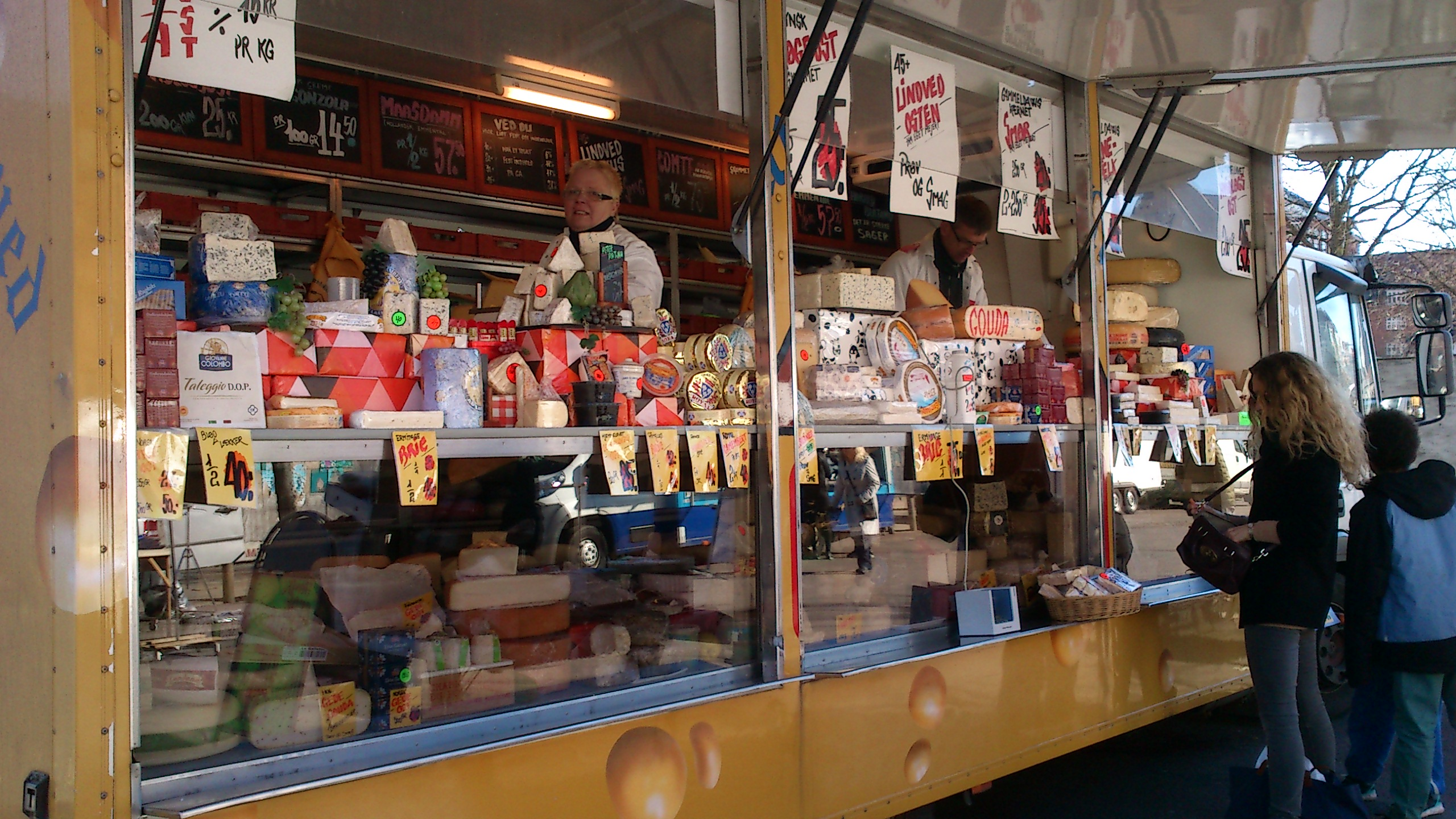
Käsestand in Aarhus.

Die Liste enthält Käsesorten aus Dänemark. Im Jahr 2018 wurden in Dänemark 451.600 Tonnen Käse produziert.

## Liste
| Herkunftsbezeichnung | Region        | Milch von: | Schutz                  | Typ                    | Bemerkung                                                                 | Abbildung |
| -------------------- | ------------- | ---------- | ----------------------- | ---------------------- | ------------------------------------------------------------------------- | --------- |
| Appetitost           |               |            |                         |                        |                                                                           |           |
| Danablu              |               | Kuh        | g.g.A.                  | Blauschimmelkäse       |                                                                           |           |
| Danbo                |               | Kuh        | g.g.A. (veröffentlicht) |                        |                                                                           |           |
| Elbo                 |               |            |                         |                        | Dem Danbo ähnlich.                                                        |           |
| Esrom                | Insel Seeland | Kuh        | g.g.A.                  | Halbfester Schnittkäse |                                                                           |           |
| Fynbo                |               |            |                         |                        |                                                                           |           |
| Gislev               |               | Kuh        |                         | Hartkäse               |                                                                           |           |
| Havarti              | Dänemark      | Kuh        | g.g.A. (veröffentlicht) | Halbfester Schnittkäse |                                                                           |           |
| Kuminost             |               |            |                         |                        | Identisch mit dem norwegischen Nøkkelost. Er enthält Kreuzkümmel (Cumin). |           |
| Marmora              |               |            |                         |                        |                                                                           |           |
| Maribo               |               |            |                         |                        |                                                                           |           |
| Molbo                |               |            |                         |                        |                                                                           |           |
| Mycella              |               |            |                         |                        |                                                                           |           |
| Rejeost              |               | Kuh        |                         | Käsecreme mit Shrimps  |                                                                           |           |
| Runesten             |               |            |                         |                        |                                                                           |           |
| Rygeost              | Fünen         |            |                         | Sauermilchkäse         | Geräucherter Käse mit Kümmel                                              |           |
| Saga                 |               | Kuh        |                         | Blauschimmelkäse       |                                                                           |           |
| Samsø                | Insel Samsø   | Kuh        |                         | Halbfester Schnittkäse | Emmentaler-Variante                                                       |           |
| Svenbo               |               |            |                         |                        | Emmentaler-Variante                                                       |           |
| Troldhede Ask        |               | Kuh        |                         | Weiß- und Blauschimmel |                                                                           |           |
| Tybo                 |               |            |                         |                        |                                                                           |           |